# Lepyronia daedalia
Lepyronia daedalia är en insektsart som beskrevs av William Lucas Distant 1916. Lepyronia daedalia ingår i släktet Lepyronia och familjen spottstritar. Inga underarter finns listade i Catalogue of Life.